# كونتيه (جبن)
الكونتيه (بالفرنسية: comté)‏ [kɔ̃te] نوع من الجبنة التي تصنع من حليب البقر. سمي على اسم منطقة فرانش كونتيه في فرنسا.

## الملاحظات
1. ↑  حرف m في هذه الكلمة لا يلفظ بالفرنسية الشمالية ويلفظ [n] بالفرنسية الجنوبية.